# 哮天犬
哮天犬，又稱嘯天犬，中国神话传说中二郎神身邊神兽，輔助杨戬斬妖除魔，在西游记跟孫悟空對戰過，在封神榜及其他有关二郎神的传说如宝莲灯等中亦有出现。
哮天犬最早出现于干寶《搜神記》，中國民間傳說劉沉香華山救母中，哮天犬就是阻撓沉香怒劈華山。而元杂剧中，如“凭着真君金弹、细犬、三尖两刃刀”。另据张政烺考证，哮天犬的原型是毗沙门天王二子身边的神鼠。

## 影視作品

### 電視劇
| 年份   | 劇名               | 演員   | 製作單位    | 備註 |
| ------ | ------------------ | ------ | ----------- | ---- |
| 1997年 | 濟公               | 何寶生 | TVB無線電視 |      |
| 1998年 | 《天地爭霸美猴王》 | 駱達華 | TVB無線電視 |      |
| 2005年 | 《喜氣洋洋豬八戒》 | 李宗翰 |             |      |
| 2005年 | 《 寶蓮燈》        | 陳創   | 央視版      |      |
| 2007年 | 聊齋（貳）         | 陳浩民 | TVB無線電視 |      |
| 2009年 | 《寶蓮燈前傳》     | 陳創   | 央視版      |      |
| 2014年 | 《封神英雄榜》     | 劉濤   | 山東衛視    |      |